# 能

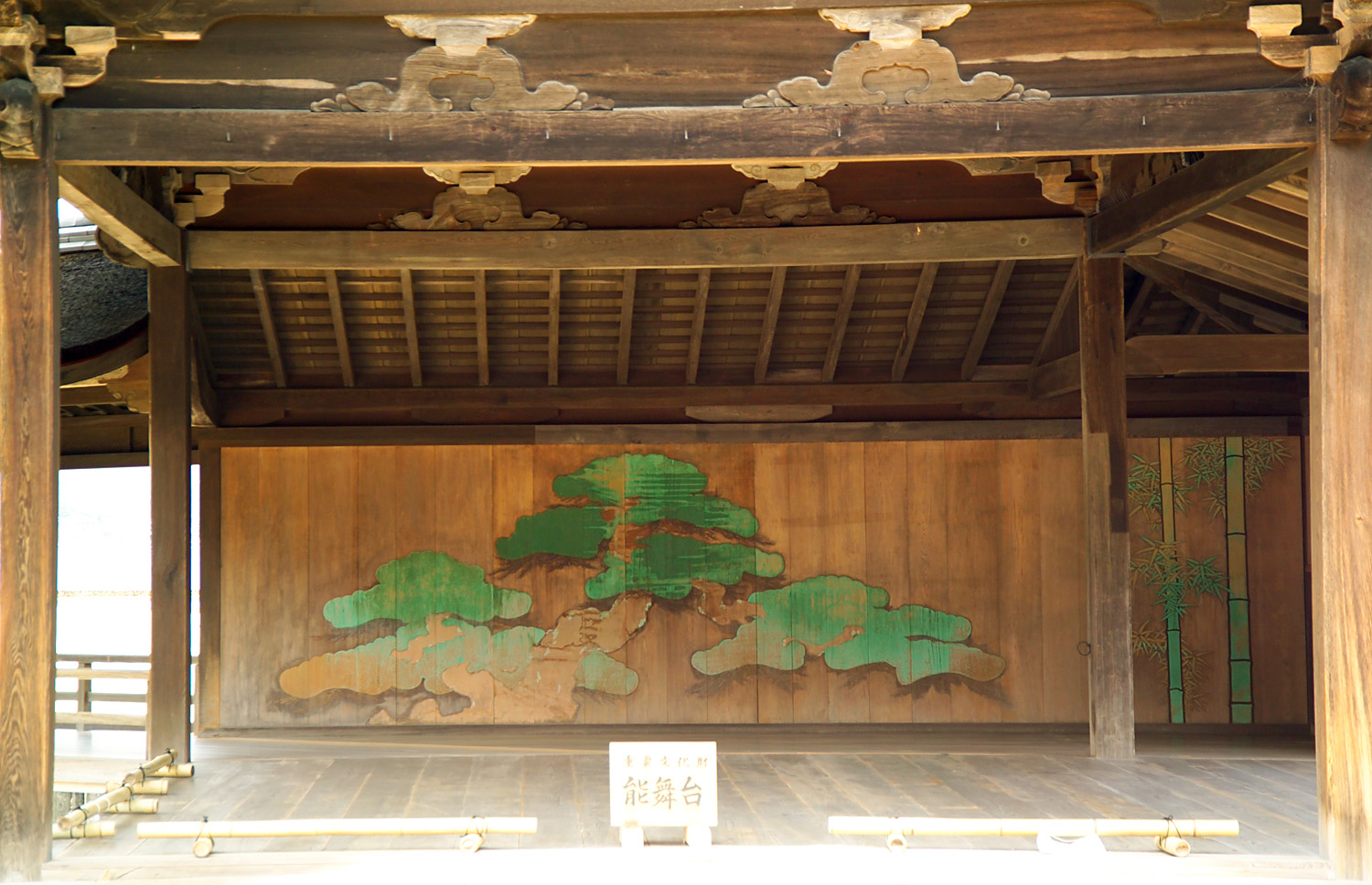
厳島神社の能舞台

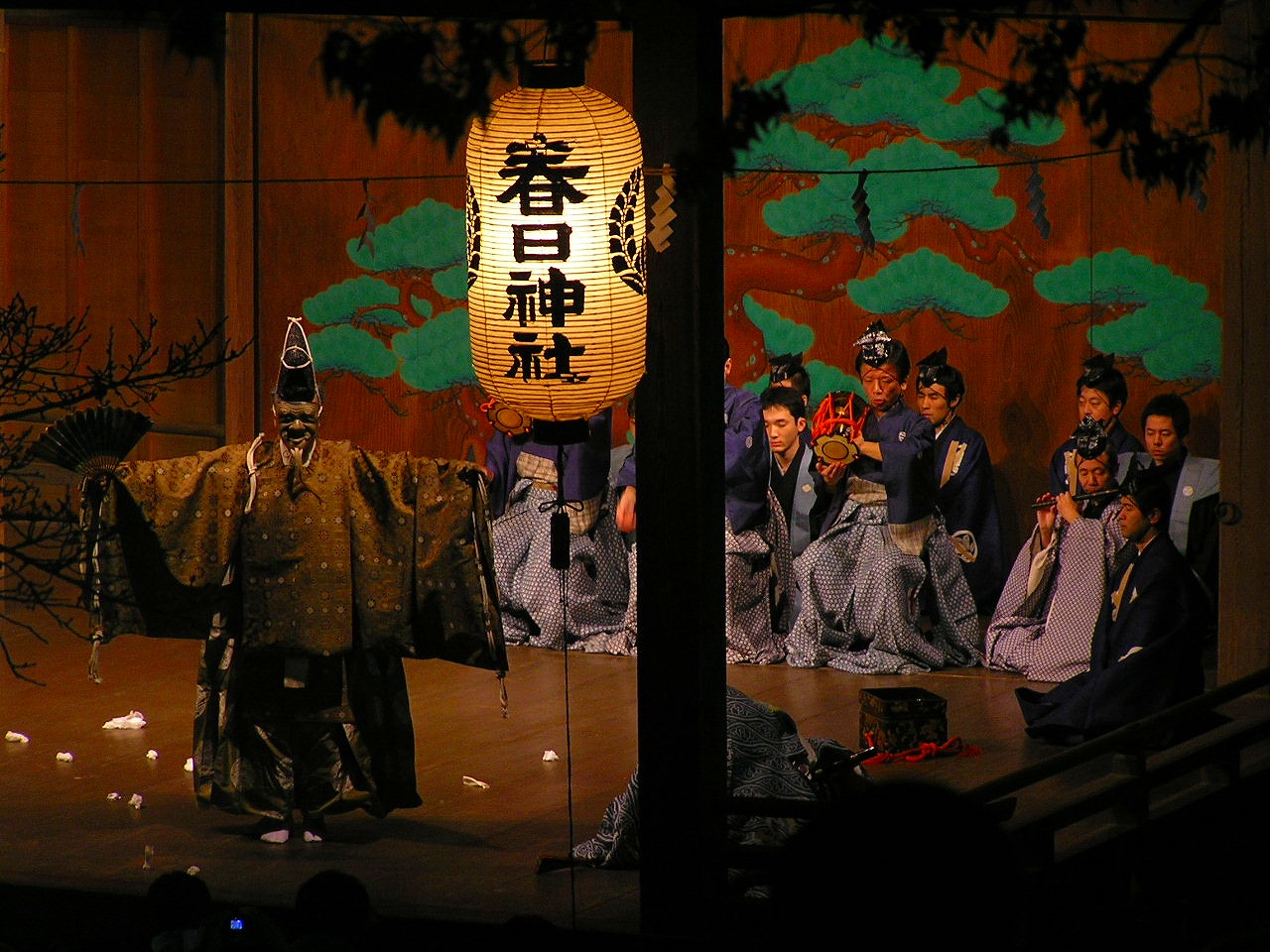
能（翁奉納 春日神社 (丹波篠山市)）

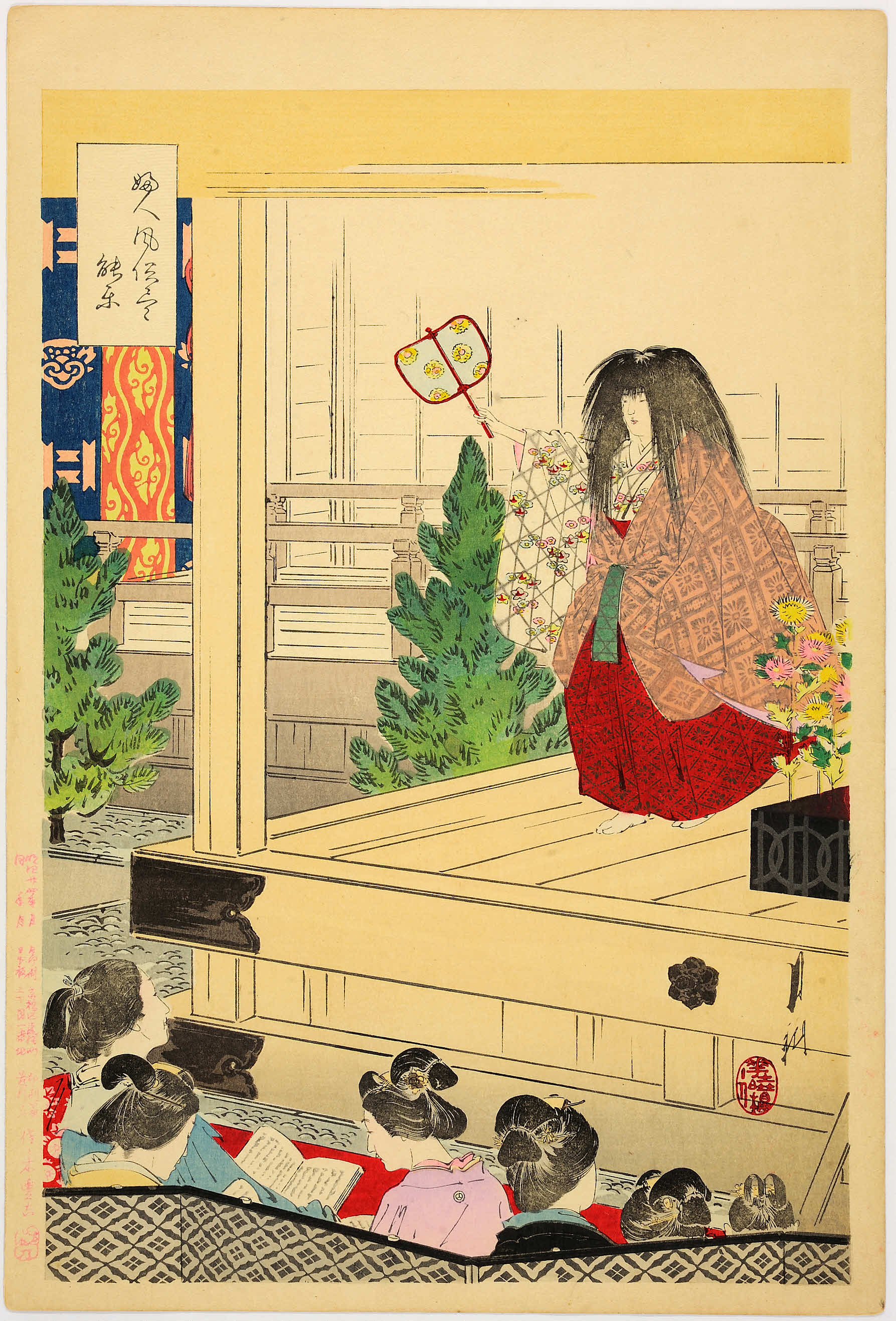
能楽堂にて、1891年。尾形月耕。

能（のう）は、日本の伝統芸能である能楽の一分野（能楽の能）。能面を用いて行われる。
江戸時代までは猿楽と呼ばれ、狂言とともに能楽と総称されるようになったのは明治維新後のことである。

## 解説
能という語は、元々固有名詞ではなく物真似や滑稽芸でない芸能でストーリーのあるもののことを指す一般名称で、田楽・延年などの能もあったが、猿楽の能がもっぱら盛行したため猿楽の能の略称となった。そして1881年（明治14年）能楽社の設立を機に猿楽を能楽と改称したため能楽の能を指す語となったものであり、能楽のうち超自然的なものを題材とした歌舞劇のことで比較的高尚なものである。往々にして「能楽」と「能」を同義に用いたりする向きもあるが、誤りである。

## 主な曲目
本節では中世に成立した古典の曲目のうち、現在でも頻繁に上演されているものを紹介する。現行曲と呼ばれ流派によって異なるが、おおむね二百数十番が現行曲とされている。しかし歴史的にはこれらの他にも2000番から3000番程度の曲が作成されている。これら廃曲となった曲の中には、現代になって再演を試みられる（復曲）こともある。また、近代や現代においても新しい曲が書かれることがある。これらは新作能と呼ばれる。
脇能物（初番目物）
- 男神物（高砂、養老など）
- 女神物（西王母、右近など）
- 老神物（放生川（ほうじょうがわ）、老松、白楽天）
- 異神物（東方朔、源太夫、難波、道明寺など）
- 荒神物（江島、和布刈（めかり）、賀茂など）　
- 唐物（鶴亀）

二番目物
- 勇士物（八島、箙、兼平、田村など）
- 公達物（経正、知章、敦盛、生田敦盛(あつもり)など）
- 老武者物（実盛、頼政）
- 女武者物（巴）

三番目物
- 本髭物（井筒、源氏供養、 松風　など）
- 老女物（檜垣、姨捨〈金剛流・喜多流では伯母捨〉）
- 美男物（小塩、雲林院）
- 精天仙物（羽衣、杜若、 胡蝶、初雪　など）
- 老精物（西行桜、遊行桜、花軍）
- 現在鬘物（祇王、籠祇王、 熊野〈喜多流では湯谷〉、大原御幸〈おはらごこう〉　など）
- 現在老女物（関寺小町、鸚鵡小町、卒塔婆小町）

四番目物
- 巫女・女神物（巻絹、 鱗形、室君、現在七面など）
- 執心女物（梅枝、 砧、水無瀬など）
- 執心男物（恋松原、恋重荷、 阿漕、善知鳥、藤戸など）
- 狂女物（三井寺、 隅田川など）
- 男物狂物（高野物狂、芦刈、弱法師など）
- 芸尽物（花月、 自然居士など）
- 唐物（邯鄲（かんたん）、一角仙人、天鼓など）
- 人情物（鉢木（はちのき）、俊寛（しゅんかん）、景清など）
- 侍物（木曽、桜井、桜井駅、 小督、安宅など）
- 斬合物（夜討曽我、大仏供養、忠信など）
- 尉物（蟻通、雨月、木賊、豊干、輪蔵）

四・五番目物
- 霊験物（谷行、松山鏡、 藍染川、鷺など）
- 鬼女物（葵上、道成寺、黒塚など）

五番目物
- 女菩薩物（当麻、海人など）
- 貴人物（絃上、 来殿、松山天狗など）
- 猛将物（草薙、碇潜、項羽、 船弁慶など）
- 天狗物（善界、車僧 、大会、 第六天、葛城天狗など）
- 鬼物（昭君、鍾馗、 野守、雷電など）
- 竜神物（愛宕空也、春日竜神）
- 畜類物（殺生石、鵺）
- 打合物（龍虎、舎利、飛雲）
- 鬼退治物（紅葉狩、羅生門、大江山、土蜘蛛など）
- 本祝言物（石橋、猩猩、大瓶猩猩）